# F. E. C. Leuckart Verlag
Der F. E. C. Leuckart Verlag ist ein ehemals in München ansässiger Musikverlag. Gegründet wurde der Verlag 1782 als Musikalienhandel in Breslau von Franz Ernst Christoph Leuckart (1748–1817). Nach dessen Tod 1817 führte seine Witwe die Geschäfte weiter. Nachdem der unverheiratete Sohn Karl August Ferdinand Leuckart verstorben war, übernahm die Tochter Auguste Henriette Leuckart zusammen mit ihrem Ehemann Johann Carl Wilhelm Sander den Verlag.
Der Verlag siedelte 1870 nach Leipzig über und wurde im Zweiten Weltkrieg im Zuge der Luftangriffe auf Leipzig zerstört.
1941 erwarb der damalige Eigentümer Horst Sander im Zuge einer „Arisierung“ den Musikverlag Ernst Eulenburg. Nach dem Tod Sanders in Kriegsgefangenschaft verließ seine Familie Ende Mai / Anfang Juni 1945 Leipzig – nach eigenen Angaben auf Anraten der damaligen amerikanischen Besatzungsmacht – und siedelte nach München über. Nach Rückübertragung des Eulenburg-Verlages an den ursprünglichen Eigentümer Kurt Eulenburg und Auflösung der Leipziger Horst Sander KG, unter der der Eulenburg-Verlag firmierte, erhielt der Leuckart-Verlag im Dezember 1948 eine US-Verlagslizenz.
Der Verlag verblieb im Familienbesitz, von 1983 an in Person von Marco Sander. Dieser trat im Jahr 2017 als persönlich haftender Gesellschafter aus der Betreibergesellschaft F.E.C. Leuckart Music GmbH & Co. KG aus. Dafür trat eine Verwaltungsgesellschaft ein. Im Jahr 2021 erfolgte der Austritt Marco Sanders als Kommanditist dieser Verwaltungsgesellschaft. Ein Familienmitglied trat für ihn ein. Im Jahr 2022 erfolgte die Sitzverlegung der F.E.C. Leuckart Music GmbH & Co. KG nach Berlin. Dort erfolgte ebenfalls 2022 die Umfirmierung zur F.E.C. Leuckart Music UG (haftungsbeschränkt) & Co. KG. Mit der Gesellschaft verbunden blieben Verwandte der Familie Sander.